# Faroghat Iskandarowa
Faroghat Iskandarowa (tadschikisch Фароғат Искандарова; * 28. April 1955 in Duschanbe) ist eine tadschikische Iranistin und Dozentin für die tadschikische Sprache an der Russisch-Tadschikischen (Slawischen) Universität.

## Leben
Nach dem Abitur studierte Faroghat Iskandarowa an der Tadschikischen Staatlichen Universität, die sie 1977 mit Auszeichnung abschloss. Von 1977 bis 1998 war sie als Lehrerin am Lehrstuhl für die tadschikische Sprache und Literatur an der Pädagogischen Fachschule in Duschanbe tätig. Seit 1996 unterrichtet sie an der Russisch-Tadschikischen (Slawischen) Universität, wo sie 2000 zum Kandidat der Wissenschaften promoviert wurde.